# ヒルミ・オズキョク
ヒルミ・オズキョク（Hilmi Özkök、1940年–）は、トルコの軍人。2002年から2006年まで第24代トルコ共和国参謀総長を務めた。

## 来歴
マニサ県トゥルグトルに生まれる。職業軍人への道を選び、1957年にブルサの陸軍幼年学校を卒業して士官学校に進学した。卒業後少尉として砲兵部隊に配属される。1970年代に陸軍大学やNATO防衛大学で学んだ。
1972年に陸軍大学を卒業後、参謀本部に異動となり、ナポリ連合統合軍司令部や欧州連合軍最高司令部に勤務した。1984年に准将に昇進し、参謀本部計画・作戦部長を務める。1986年から1988年まで第70歩兵旅団長を務め、1988年に少将に昇進して第28歩兵師団長に転じた。1990年に参謀本部に復帰し、中将に昇進して1992年から3年間、トルコ代表部長としてブリュッセルのNATO本部に派遣された。
1996年に大将に昇進し、イズミルに司令部があるNATO南東ヨーロッパ陸軍部隊司令官に就任した。1998年に参謀本部に復帰し、副参謀長に就任。第1軍司令官を経て、2002年に第24代参謀総長に就任した。停年により退役する2006年まで同職を務めた。在任中はトルコの欧州連合加盟交渉に賛意を示し、また国家安全保障会議の役割の縮小を志向した。
一部報道（Chronicle誌）によれば、参謀総長在任中、部下の一部軍人が計画していたクーデターに反対し、そのため2004年にはアメリカ中央情報局からの通報により自身に対する暗殺計画を未然に防いだという。アンカラ基地司令官だったフェフミ・ビュユックバイラム少将がオズキョクのスケジュールを急遽変更したことで暗殺は避けられたという。暗殺計画は他にもあったが、イギリス情報部からの通報で免れた。オズキョクはこの報道内容を認めている。2007年のインタビューでは「在任中は基地の食堂では決して食事を摂らなかった」と述べ、毒殺を避ける目的だったという推測を招いたが、実際は健康に配慮していたためだったと説明している。

## 人物
夫人との間に二児がある。退役後は趣味の写真と作詩に勤しんでいる。